# 후추혼마치역
후추혼마치역(일본어: 府中本町駅, ふちゅうほんまち)은 일본 도쿄도 후추시에 있는 동일본 여객철도의 철도역이다.
무사시노 선 여객열차는 이 역까지 운행하며, 화물열차는 이 역을 통과한다.

## 타는 곳
| 1      | ■ 난부 선              | 노보리토·무사시미조노쿠치·무사시코스기·가와사키 방면                                                             |
| 통과선 | ■ 무사시노 선 (화물선) | 화물통과선(쓰루미 방면)                                                                                          |
| 2      | ■ 무사시노 선          | 하차전용 |
| 3      | ■ 무사시노 선          | 니시코쿠분지·무사시우라와・미나미우라와·신마츠도·니시후나바시· ■ 게이요 선 직결 도쿄 (쾌속)・가이힌마쿠하리 방면 |
| 통과선 | ■ 무사시노 선 (화물선) | 화물통과선(니자·오미야 방면)                                                                                     |
| 4      | ■ 난부 선              | 부바이가와라·다치카와 방면                                                                                       |

## 인접역
| 동일본 여객철도 ■ 난부 선      | 동일본 여객철도 ■ 난부 선 | 동일본 여객철도 ■ 난부 선                            |
| ------------------------------ | ------------------------- | ---------------------------------------------------- |
| JN 19 미나미타마 가와사키 방면 | 난부 선                   | JN 21 부바이가와라 다치카와 방면                     |
| 동일본 여객철도 ■ 무사시노 선  |                           |                                                      |
| 시·종착역                      | 무사시노 선               | JM 34 기타후추 니시후나바시·도쿄·가이힌마쿠하리 방면 |